# Drapelul Kenyei
Drapelul Kenyei este drapelul național și pavilionul Republicii Kenya. A fost adoptat oficial la 12 decembrie 1963. Se bazează în principal pe steagul KANU (Kenya African National Union), partidul care a condus lupta pentru libertatea și independența Kenyei. Liderul său Jomo Kenyatta, viitor președinte, a fost creatorul său.
Culoarea neagră reprezintă poporul kenyan, roșul reprezintă sângele vărsat în timpul luptei pentru independența țării, iar verdele reprezintă bogăția naturală a Kenya. Benzile albe au fost adăugate odată cu obținerea independenței pentru a simboliza pacea. Scutul și cele două sulițe tradiționale masai simbolizează apărarea acestor simboluri și a libertății.
Lăncile se pot referi și la părintele independenței kenyene, Jomo Kenyatta, al cărui nume înseamnă „sulița flamboaiantă a Kenyei”.